# Cavernulina cylindrica
Cavernulina cylindrica är en korallart som beskrevs av Kükenthal och Hjalmar Broch 1911. Cavernulina cylindrica ingår i släktet Cavernulina och familjen Veretillidae. Inga underarter finns listade i Catalogue of Life.